# 59 до н. е.

## Померли
- Гай Октавій — римський сенатор, батько імператора Августа.
- Квінт Цецилій Метелл Целер — політичний та військовий діяч Римської республіки.
- Лю Хе — імператор з династії Хань у 74 році до н. е.